# Лил Уэйн
Дуэйн Майкл Картер-младший (англ. Dwayne Michael Carter, Jr.; род. 27 сентября 1982, Новый Орлеан, Луизиана), более известный под псевдонимом Lil Wayne (рус. Лил Уэ́йн) — американский хип-хоп-исполнитель из Нового Орлеана, Луизиана. Является ключевой фигурой южного хип-хопа и одним из самых продаваемых хип-хоп-артистов в истории.
В возрасте 9 лет присоединился к лейблу Cash Money. В 1996 году вступил в южный хип-хоп коллектив Hot Boys, а в следующем году группа выпустила свой дебютный студийный альбом Get It How U Live!. Наряду с другими известными артистами Cash Money Уэйн создал новый лейбл — Young Money, в котором он занял должность CEO.
Дебютный студийный альбом артиста под названием Tha Block Is Hot впоследствии стал платиновым, а последующие два — Lights Out и 500 Degreez — золотыми. Широкую известность получил после выхода своего четвёртого студийного альбома, Tha Carter, который включал сингл Go D.J. Вслед за этим он выпустил Tha Carter II, а также несколько микстейпов. Кульминационным моментом в творчестве артиста стал шестой студийный альбом, Tha Carter III, который в первую неделю продаж скупило более 1 млн цифровых копий, а на 51-й церемонии «Грэмми» альбом победил в номинации Best Rap Album («Лучший рэп-альбом года»).
После успеха Tha Carter III Уэйн публикует Rebirth — альбом, стилизованный под рок. Несмотря на негативные отзывы музыкальных критиков, пластинка удостоилась золотой сертификации. В 2010 году, пребывая в исправительном учреждений в связи с незаконным хранением огнестрельного оружия, Уэйн выпускает свой восьмой студийный альбом, I Am Not a Human Being. В 2011 году он обнародовал девятый студийный альбом, Tha Carter IV, который в первую неделю продаж в США был продан тиражом в 964 тысяч копий. Выход двенадцатого студийного альбома Tha Carter V в связи с юридическими проблемами артиста с лейблом Cash Money неоднократно изменяла дату выхода 27 сентября 2018 года Tha Carter V официально поступил в продажу.
Лил Уэйн за всю свою музыкальную карьеру продал более 100 миллионов записей, включая продажи альбомов (15 миллионов) и цифровых треков (37 миллионов), что сделало его одним из самых продаваемых хип-хоп-артистов всех времён. Уэйн является ключевой фигурой южного хип-хопа, которому удалось существенно отделить хип-хоп-культуру юга от востока, что повлекло за собой появление новых MC, вроде Young Thug, Travi$ Scott, Chief Keef и многих других. Вдобавок, такие артисты, как A$AP Rocky, Drake, Nicki Minaj, Chance the Rapper, Kendrick Lamar, Lil Skies считают Уэйна одним из своих вдохновителей; последний и вовсе выпустил микстейп, C4, который содержит фристайл Кендрика на инструментал песен из Tha Carter III.

## Ранняя жизнь
Дуэйн Майкл Картер-младший родился 27 сентября 1982 года в Холли Гров, Новый Орлеан, Луизиана. Его мать, кухарка, родила его, когда ей было 19 лет. Когда Дуэйну было 2 года, его родители развелись и отец навсегда ушёл из семьи. Картер сообщил, что его биологический отец жив, а сам он считает своим «реальным» отцом своего отчима, который был убит до того, как он обрёл известность. Также на теле Уэйна имеется татуировка, посвящённая его отчиму. Картер числился в программе для одарённых детей Lafayette Elementary School, а также два года посещал театральный кружок в Eleanor McMain Secondary School, после чего перевёлся в Marion Abramson High School.
В интервью CBS интервьюер спросил Картера: «Почему ты убрал букву D?» (Dwayne — Wayne), на что последний ответил: «Я убрал букву D в связи с тем, что я младший (Дуэйн Картер-младший). Мой отец всё ещё жив и он никогда не присутствовал в моей жизни, поэтому я не хочу быть Дуэйном. Уж пусть я лучше буду Уэйном». После чего интервьюер поинтересовался: «Знал ли об этом твой отец», на что Уэйн с улыбкой произнёс: «Теперь он это знает».
Впервые Уэйн начал писать тексты в 8 лет. Летом 1991, в возрасте 9 лет, он повстречал Брайана Уильямса, более известного как Бёрдман. Картер записал свой фристайл на телефонный автоответчик, после чего Уильямс подписал его на свой лейбл, Cash Money Records. В 1995 вышел первый альбом дуэта The B.G.'z под названием True Story. В дуэт входили 14-летний Кристофер Дорси, более известный как B.G., а также 11-летний Лил Уэйн. В возрасте 12 лет Картер сыграл роль железного дровосека в мюзикле The Wiz. Находясь в том же возрасте, юный Картер выстрелил в себя из 9-мм пистолета из-за проблем с психикой, которые были у него с 10 лет, после чего офицер полиции, Роберт Хублер, отвёз его в госпиталь. В школе McMain Magnet Картер был отличником, но, чтобы сосредоточиться на музыкальной карьере, в 14 лет он бросил учёбу.

## Музыкальная карьера

### 1996—1999: Hot Boys
В 1996 году Картер вместе с Териусом Грэем, более известным как Juvenile, Тэбом Вёджелом-младшим, известным как Turk, и B.G. образовывают хип-хоп-коллектив Hot Boys; Уэйн является самым младшим в коллективе. В следующем году они выпускают дебютный студийный альбом Get It How U Live!, а в 1999 выходит альбом Guerrilla Warfare, который дебютирует на вершине хит-парада Billboard Top R&B/Hip-Hop Albums и закрепляется на 5-й строчке в Billboard 200. На протяжении всего существования группы они выпустили два сингла: «We on Fire» из Get It How U Live! и «I Need a Hot Girl» из Guerrilla Warfare. Помимо прочего, Картер совместно с Juvenile обнародует сингл «Back That Azz Up», который достигает 18-й позиции в Billboard Hot 100 и 5-й в Hot R&B/Hip-Hop Singles & Tracks. В 2003 году выходит Let 'Em Burn — сборник неизданных треков, которые были записаны в период с 1999 по 2000 год. Сборник дебютирует на 3-м месте в чарте op R&B/Hip-Hop Albums и на 14-м в Billboard 200.

### 1999—2002: Первые сольные альбомы
В 17 лет Картер обнародовал свой первый сольный студийный альбом Tha Block Is Hot, который по большей части содержит совместные композиции с другими участниками Hot Boys. Пластинка дебютировала на 3-м месте в Billboard 200, впоследствии получив платиновый статус. В том же году музыкальный журнал Source включил юного Картера в номинацию Best New Artist («Лучший новый артист»). После выхода ведущего с релиза сингла «Tha Block Is Hot», Уэйн наряду с Juvenile и Big Tymers принимает участие в сингле «Bling Bling», который вошёл в четвёртый студийный альбом B.G..
В начале 2000-х Уэйн публикует свой второй студийный альбом под названием Lights Out, который не сумел достигнуть успеха своего предшественника, но в итоге всё же стал золотым. Часть критиков отметило отсутствие последовательности историй в куплетах Уэйна и решила, что он ещё не «созрел» до уровня своих товарищей с Hot Boys. Ведущий сингл с релиза, «Get Off the Corner», выявил прогресс в лирической и стилистической составляющей артиста, в то время как второй сингл, «Shine», записанный совместно с Hot Boys, получил меньшее внимание рецензентов. После выхода Lights Out Уэйн записал совместный сингл с дуэтом Big Tymers и рэпером Juvenile под названием «Number One Stunna». Сингл закрепился на 24-й строчке в Hot Rap Tracks чарте.
В 2002 году был опубликован третий студийный альбом Уэйна, 500 Degreez, формат которого опирался на предыдущие два, а название ссылалось на третий студийный альбом Juvenile, 400 Degreez. Значительный вклад в создании релиза внесли участники группы Hot Boys и продюсер Mannie Fresh. Несмотря на то, что альбом, подобно своему предшественнику, получил статус золотого, он так и не сумел повторить успех дебютного сольного альбома Картера. Вдобавок сингл «Way of Life» не обрёл признания, как это сделали предыдущие синглы. После выхода 500 Degreez Уэйн записал совместный сингл с 3LW под названием «Neva Get Enuf».

### 2003—2006: Tha Carter и Tha Carter II
Летом 2004 года Картер обнародует свой первый альбом из серии «Tha Carter». Подавляющее число экспертов оценило неординарную манеру чтения и текстовую составляющую артиста. Кроме всего, Tha Carter является первой пластинкой, на обложке которой присутствуют и по сей день фирменный почерк Картера — дредлоки. Альбом был продан в 878 тысяч цифровых копий по всему миру, а сингл «Go DJ» вошёл в хит-парад R&B/Hip-Hop. После релиза, Картер вместе с другим южным хип-хоп-исполнителем T.I. принял участие в сингле «Soldier» гёрл-группы Destiny, в состав которой входила Бейонсе. Позже сингл достиг 3-й строчки в чартах Billboard Hot 100 и Hot R&B/Hip-Hop Songs.
Зимой 2005 года вышел Tha Carter II, продюсированием которого занимался Mannie Fresh, который с тех пор покинул Cash Money Records. Альбом дебютировал на 2-м месте в Billboard 200, а в первую неделю продаж было приобретено 238 тысяч цифровых копий. Ведущий сингл альбома, «Fireman», стал хитом в США и закрепился на 32-й строчке в Billboard Hot 100. Помимо «Fireman», Tha Carter II охватывает ещё три сингла: «Grown Man» с Currensy, «Hustler Musik» и «Shooter» с R&B исполнителем Robin Thicke. В том же году Уэйн появился на ремиксе песни «Tell Me» американского певца Bobby Valentino. Позже Картер был назначен президентом Cash Money, а спустя несколько месяцев образовал Young Money Entertainment. Однако в 2007 году он сообщил, что ушёл с поста президента в обоих лейблах, передав контроль за управлением Young Money Кортезу Брайанту.
Осенью 2006 года Уэйн объединился с Бёрдманом и записал совместный альбом Like Father, Like Son. Ведущим синглом альбома является песня «Stuntin' Like My Daddy», которая уместилась на 21-й строчке в хит-параде Billboard Hot 100.

### 2006—2007: Признание
Вместо того, чтобы выпустить свой новый сольный студийный альбом, Уэйн сосредотачивается на выпуске микстейпов и участии на различных синглах других поп и хип-хоп-исполнителей. Среди множества сборников, выпущенных Картером, музыкальные критики отметили микстейпы Dedication 2 и Da Drought 3. Dedication 2, выпущенный Уэйном и DJ Drama, включает нашумевший социально ориентированный трек «Georgia Bush», в котором артист критикует 43-го президента США Джорджа Уокера Буша за неэффективные меры по устранению последствий урагана «Катрины» в Новом Орлеане. В следующем году, на онлайн-платформе для легального скачивания микстейпов, DatPiff, был опубликован Da Drought 3. Релиз охватывает читку Картера под инструментал последних хитов того времени от других исполнителей. Ряд музыкальных журналов, включая XXL и Vibe, осветили выход Da Drought 3, а Rolling Stone и вовсе прозвал микстейп одним из лучших альбомов 2007 года.
Несмотря на отсутствие студийного альбома, Уэйн появляется на множестве синглах других исполнителей, включая «Gimme That» Криса Брауна, «Make It Rain» Фэта Джо, «You» Ллойда, «We Takin' Over» DJ Khaled, «Duffle Bag Boy» Playaz Circle, «Sweetest Girl (Dollar Bill)» Вайклефа Жана и на ремиксе «I’m So Hood» DJ Khaled. Все синглы входили в основные чарты Billboard: Hot 100, Hot Rap Tracks и Hot R&B/Hip-Hop Songs. В 2007 Картер записал несколько совместных песен с Бёрдманом для его 4-го студийного альбома, 5 * Stunna, среди которых было два сингла: «100 Million» и «I Run This». Вдобавок он появился с гостевыми куплетами в альбомах Getback Литтла Бразера, American Gangster Джей-Зи, Graduation Канье Уэста и Insomniac Энрике Иглесиаса. Сингл «Make It Rain», продюсированный Скоттом Сторчем, закрепился на 13-й строчке в Hot 100 и на 2-м в Hot Rap Tracks, а позже был номинирован на «Грэмми» в категории Best Rap Performance by a Duo or Group («Лучшее рэп-исполнение в дуэте или в группе»).
Подводя итоги 2007 года, музыкальный журнал Vibe опубликовал список «77 лучших песен Уэйна в 2007 году», в котором поместил сингл «We Takin Over» на 1-е место. Также MTV назвал его «Самым горячим MC года» (англ. Hottest MC in the Game), еженедельник The New Yorker окрестил Картера «Лучшим рэпером года» (англ. Rapper of the Year), а журнал GQ охарактеризовал артиста «Трудоголиком года» (англ. Workaholic of the Year). Кроме всего, Rolling Stone назвал его «Лучшим MC» (англ. Best MC).

### 2007—2010: Tha Carter III
В 2007 году Уэйн объявил о планах вновь воссоединиться с Hot Boys после того, как B.G. выпустит свой 11-й студийный альбом Too Hood to Be Hollywood. Изначально выход Tha Carter III намечался на 2007, однако после «слива» нескольких микстейпов, включая The Drought Is Over Pt. 2 и The Drought Is Over Pt. 4, выход шестого студийного альбома Картера был отложен на неопределённый срок. Позже он заявил о выходе The Leak — отдельного альбома, который будет охватывать все «слитые» треки, а также к ним будет добавлено ещё 4 песни. В итоге, 25 декабря 2007, The Leak был обнародован в качестве EP с 5-ю треками.
В начале января 2008 года вышел Tha Carter III, который стал первым хип-хоп-альбомом со времён The Massacre от 50 Cent (2005), преодолевшим в первую неделю продаж планку в 1 млн проданных копий. Сингл «Lollipop», вошедший в альбом, до сих пор является самым успешным синглом артиста. Песня стала первым синглом Уэйна, вошедшим в Billboard Hot 100, тут же возглавив хит-парад. В том же чарте, другой сингл альбома, «Got Money» поместился на 13-й строчке. Альбом имел большой успех на 51-й церемонии «Грэмми», где праздновал триумф в 4-х номинациях, включая категории за «Лучший рэп-альбом» и «Лучшую рэп-песню» («Lollipop»). Летом 2008 Tha Carter III стал дважды платиновым, а осенью Картер заявил, что собирается переиздать релиз с новыми треками и ремиксом на «A Milli».

Tha Carter III, самый успешный альбом артиста

В свою очередь он появился на R&B синглах «Girls Around the World» Ллойда, «Love In This Club, Part II» Ашера, «Official Girl» Кэсси, «I’m So Paid» Эйкона, «Turnin' Me On» Кери Хилсон и «Can’t Believe It» от T-Pain; на хип-хоп-синглах «My Life» от The Game, «Shawty Say» Дэвида Баннера, «Swagga Like Us» от T.I, «Cutty Buddy» Майка Джонса, «All My Life (In the Ghetto)» Джея Рока и на ремиксе «Certified» от Glasses Malone, а также на поп-сингле «Let It Rock» нового артиста Cash Money Кевина Рудольфа, «American superstar» [Флоу Райда ].
В 2008 году Уэйн выступил в качестве главной звезды на музыкальном фестивале Voodoo Experience в Новом Орлеане, после которого журналист Billboard Джонатан Коэн охарактеризовал выступление артиста как наивысшее в его карьере. Спустя некоторое время Уэйн совместно с Канье Уэстом исполнил ремикс трека «Lollipop» на фестивале Virgin Mobile Music Fest, а позже появился на MTV Video Music Awards, где исполнил трек «All Summer Long» (с Кид Роком), «DontGetIt» (с Леоной Льюис) и «Got Money» (с T-Pain). Вдобавок он исполнил «Lollipop» и «Got Money» на вечерней музыкально-юмористической передаче NBC Saturday Night Live. Также он был номинирован в 12 категориях на BET Hip Hop Awards, в котором одержал 8 побед, включая победу в категории «MVP Года».
В конце декабря 2009 года Уэйн выпустил совместный альбом с другими представителями Young Money под названием We Are Young Money. Альбом имеет три сингла: «Every Girl», «BedRock» и «Roger That». Весной следующего года альбом получил золотой статус с проданными 500 тысячами копиями. Осенью 2009 вышел третий сборник лучших песен Мадонны, Celebration, где на последнем треке, «Revolver», присутствовал Уэйн. В конце 2008 года Уэйн анонсировал о переиздании Tha Carter III с новыми треками, который должен был выйти весной 2009; впоследствии альбом перенесли на весну 2010 года, а его положение поменялось с переиздания на студийный. В поддержку альбома We Are Young Money Картер снялся для обложки журнала Rolling Stone, а также стал главной звездой на музыкальном фестивале Young Money Presents: America’s Most Wanted Music, который проходил в США и Канаде. Позже он выпустил три сингла: «Prom Queen», «On Fire» и «Drop the World» с Эминемом. Весной 2010 вышел седьмой студийный альбом Картера, Rebirth.

### 2010—2013: Tha Carter IV
В интервью MTV Mixtape Monday, Картер сообщил, что в конце 2009 года, перед новогодними праздниками, планирует опубликовать Tha Carter IV. В свою очередь Бёрдман высказался о том, что Tha Carter IV необходимо выпустить вместе с Rebirth, однако позже Уэйн опроверг эту идею, заметив: «Tha Carter IV заслуживает быть Tha Carter IV». В дальнейшем оба альбома вышли отдельно.
На своё 28-е день рождения он обнародовал свой десятый студийный альбом, I Am Not a Human Being. В первую неделю продаж в США релиз был продан в 110 тысячи копий, а самый успешный сингл альбома, «Right Above It», дебютировал на 6-й строчке в хит-параде Billboard Hot 100. Tha Carter IV был перенесён на 2011 года, так как Уэйн приступил к его производству после своего освобождения из исправительного учреждения. В конце 2010 года он опубликовал первый сингл предстоящего альбома под названием «6 Foot 7 Foot», продюсером которого выступил Кори Ганз, ранее продюсировавший «A Milli». Весной 2011 года Картер обнародовал трек «We Back Soon», который не был включён в трек-лист Tha Carter IV. 24 марта 2011 года был выпущен второй сингл альбома, «John», который включает гостевой куплет от Рика Росса. Позже, 19 апреля, Уэйн представил обложку альбома, а 26 мая опубликовал третий сингл «How to Love».
В июне 2011 года Картер, в интервью MTV, рассказал о том, что он окончательно завершил работу над Tha Carter IV, а сама пластинка выйдет 29 августа того же года. Для поддержки альбома он выпустил микстейп Sorry 4 the Wait. Tha Carter IV дебютировал на вершине хит-парада Billboard 200 с 964 тысячами проданными копиями. Данный релиз стал 3-м альбомом Уэйна, закрепившимся на 1-м месте в Billboard 200. После релиза он сообщил, что работает над продолжением серии альбомов I Am Not a Human Being и Rebirth, а также добавил, что в будущем готовит выпустить Tha Carter V — последний альбом из серии «Tha Carter».
26 марта 2013 года, после многочисленных задержек был выпущен I Am Not a Human Being II, который дебютировал на 2-м месте в Billboard 200 с 217 тысячами проданных копий. Альбом включил три сингла: «My Homies Still», «Love Me» и «No Worries». Пластинка была встречена смешанными отзывами музыкальных рецензентов, большинство из которых отметило «спад качества выпускаемых релизов» артиста. Спустя некоторое время после выхода альбома, Уэйн отправился вместе с 2 Chainz и T.I в тур по Северной Америке под названием «America’s Most Wanted Festival». В мае того же года компания Pepsi отказалась от сотрудничества с Картером, представлявшим напиток Mountain Dew, по причине оскорбительных слов в адрес чернокожих активистов США времён расовой дискриминации в 1950-е — 1960-е годы, в частности задев Эмметта Тилла, афроамериканского мальчика, который был убит в возрасте 14 лет по причине досаждения белой женщины. В первый день осени Картер обнародовал 5-й микстейп из серии «Dedication», который включает 29 треков с различными гостями, в том числе The Weeknd, Chance The Rapper, Jae Millz, Birdman, T.I., Vado, Kidd Kidd, 2 Chainz и многих других.

### 2014 — настоящее время: Tha Carter V
В феврале 2014 года Drake опубликовал в твиттере запись «CARTER V». Ранее, осенью прошлого года вице-президент Cash Money Records, Мэл Смит, писал в твиттере: «Удачной пятницы! Скоро выйдет новая музыка! Carter 5». Спустя 4 месяца после публикации данной записи, в интервью The Griffin, он сообщил: «Мы очень близки к выпуску альбома. Это будет большой сюрприз для каждого из вас, это удивительный альбом… Я не владею информацией о точной дате выхода альбома, потому что он [Уэйн] хочет сделать людям сюрприз, он желает обрадовать своих фанатов, он упорно работает чтобы не разочаровать их». Позже Drake и Уэйн объявили, что Tha Carter V выйдет 27 марта 2014. Однако менеджер Уэйна, Кортез Брайант, позже сообщил о переносе альбома на неопределённый срок. Затем Уэйн выпустил первый сингл грядущего альбома «Believe Me», а чуть позже ещё три сингла: «Krazy», «Grindin» и «Start a Fire».
4 декабря 2014 года, всего за 5 дней до предполагаемого выхода пластинки, Уэйн выступил с заявлением, в котором сообщил, что в ближайшее время альбом не выйдет, так как у него возникли недопонимания с главой Cash Money Бёрдманом, который отказался публиковать релиз, хотя работа над материалом, по словам артиста, полностью завершена. Вдобавок он отметил, что жаждет покинуть лейбл Cash Money Records, так как его творчество удерживается в «заточении».
В конце января 2015 года Картер, дабы компенсировать отсутствие Tha Carter V, самостоятельно выпустил Sorry 4 the Wait 2 — микстейп-продолжение Sorry 4 the Wait, опубликованного в 2011. На протяжении всего микстейпа он неоднократно оскорбляет Cash Money Records и Бёрдмана в частности. По сообщениям некоторых изданий, Бёрдман был этим обескуражен. Чуть позже Уэйн подал на Cash Money и Бёрдмана в суд на сумму в 51 млн долларов, а в феврале того же года анонсировал выход Free Weezy Album, который станет последним релизом перед 5-й частью знаменитой серии. В июне Картер присоединился к музыкальному стриминговому сервису Tidal, чьим владельцем является Jay Z. После заключения сделки, он выпустил на сервисе сингл «Glory». Вдобавок он заявил о планах выдвинуться в концертный тур под названием TIDAL X. 4 июля Картер исключительно для Tidal выпустил альбом Free Weezy Album. 4 мая 2016 2 Chainz обнародовал свой третий студийный альбом, ColleGrove, где на 8 из 12 треков присутствует Уэйн. Изначально альбом должен был быть совместным с Картером, однако в связи с его юридическими проблемами с Cash Money, основным исполнителем был указан 2 Chainz.
В середине июня 2008 года Уэйн и T-Pain образовали дуэт, именуемый T-Wayne, пообещав выпустить альбом, He Raps, He Sings, однако их планы изменились, так как большая часть материала была «слита» без их ведома. 17 мая 2017 года T-Pain опубликовал в своих социальных медиа, по-видимому, обложку затянувшегося к выходу совместного с Уэйном альбома. 18 мая альбом появился в сети, что вызвало бурю эмоций у фанатов. 27 сентября 2018 года Уэйн официально опубликовал долгожданный альбом Tha Carter V, который в первую неделю продаж разошёлся тиражом в 480 тысяч копий. Тринадцатый студийный альбом Funeral был выпущен 31 января 2020 года и дебютировал под номером один в американском Billboard 200 с тиражом в 139 000 экземпляров. Пластинка получила в целом положительные отзывы музыкальных критиков. 29 мая того же года вышла делюкс-версия Funeral. 27 ноября 2020 года Лил Уэйн выпустил микстейп No Ceilings 3. 1 октября 2021 года вышел совместный с Rich the Kid микстейп Trust Fund Babies.

## Книги
Картер написал мемуары о его истории пребывания на острове-тюрьме в проливе Ист-Ривер, Райкерс. 11 октября 2016 года книга была опубликована под названием Gone Til' November.

## Благотворительность
Зимой 2008 года Картер вместе со своим менеджером, Кортезом Брайантом, вновь посетил свой альма-матер, в котором встретился со студентами и преподавателями, анонсировав им запуск некоммерческой организации One Family Foundation.

## Личная жизнь

### Отношения и дети
Лил Уэйн имеет 4 детей. Его старшая дочь, Регина, родилась в 1998 году от школьной любви Картера, Антони Джонсон. Они поженились в 2004 году в День святого Валентина, а спустя 2 года подали на развод. Весной 2008 года начали распространяться слухи, что его дочь, Регина, погибла в автокатастрофе, однако Картер тотчас опроверг эту информацию, заявив: «Пожалуйста, позвольте мне развеять все эти слухи и спекуляции, сообщив вам, что моя дочь жива, здорова и окружена любящей её семьёй. Слухи абсолютно ложные и не соответствуют действительности; ни Регина, ни один другой член моей семьи не попадал в автокатастрофы».
22 октября 2008 года от Сары Виван родился его второй ребёнок, Дуэйн III а 9 сентября 2009 года от Лорен Лондон на свет появился его третий преемник, Кэмерон. Его четвёртый ребёнок, Нил, родился 30 ноября 2009 года от певицы Нивеа. Известно, что хип-хоп-исполнительница Трина была беременна от Уэйна, однако у неё случился выкидыш.
В июле 2014 года пресса сообщила о том, что Уэйн начал встречаться с американской актрисой и певицей Кристиной Милиан; позже Кристина это подтвердила. В конце 2015 года, после совместных синглов, музыкальных видеоклипов и концертов, они расстались.
14 июня 2020 года модель plus-size Denise Bidot подтвердила в своём инстаграме, что встречается с Lil Wayne. Она опубликовала фото с рэпером и подписала его следующим образом: «Каким-то образом, посреди всего сумасшествия, случилось нечто особенное. Мы».
В начале ноября 2020 года издание Neighborhood Talk сообщило о том, что Lil Wayne и Denise Bidot расстались. Причиной расставания рэпера и модели стало то, что девушка не разделяла политические взгляды возлюбленного, в частности его приверженность к Дональду Трампу.

### Убеждения и интересы
В интервью журналу Blender Уэйн заявил, что его любимой рок-группой детства, оказавшей на него наибольшее влияние, является Nirvana.
Первую татуировку, имя своего отца, он набил в 14 лет, а его вторая татуировка, «Cash Money», набита на его животе. Помимо всего прочего, на его ноге набит куплет песни Джей-Зи «Lucky Me», а на его лбу фраза «I Am Music» («Я и есть музыка»).
Картер является католиком, регулярно читающим Библию. Во время концертного тура с Эминемом по Австралии, перед началом концерта он признался, что верит в Бога.
После получения основного общего образования, он поступил в Университет Хьюстона, откуда через несколько лет он ушёл из-за напряжённого графика работы. Согласно журналу Urb, в Хьюстоне Уэйн имел высокие оценки. После он поступил на психолога в Университет Финикса.
Уэйн является большим поклонником спорта. 24 сентября 2008 года он начал писать колонки для ESPN. Известно, что он является поклонником футбольной команды «Грин-Бей Пэкерс», бейсбольной команды «Бостон Ред Сокс», баскетбольной команды «Лос-Анджелес Лейкерс» и хоккейной команды «Бостон Брюинз». Когда футбольная команда «Грин-Бей Пэкерс» праздновала победу в 45-м розыгрыше Супербоула, он изменил песню Уиз Халифы «Black and Yellow» (цвета оппонента Пэкерс, «Питтсбург Стилерз») на «Green and Yellow».
В конце 2016 года Уэйн выступил с заявлением, в котором раскритиковал деятельность Black Lives Matter — движения активистов, выступающих против насилия в отношении чернокожего населения — отметив, что он «не чувствует связи с тем, что они делают и что он не имеет ничего с ними общего». Вдобавок он заметил, что он богатый афроамериканец, что свидетельствует о том, что темнокожее население ценится в современной Америке.

### Здоровье
Весной 2012 года, направляясь на своём частном самолёте в Лос-Анджелес, Картер был вынужден экстренно приземлиться в Техасе. По сообщениям некоторых СМИ, в воздухе у него случился приступ. Позже его агент опроверг эту информацию, сообщив, что у артиста случились сильные головные боли и обезвоживание. На следующий день после инцидента, во время очередного полёта, экипаж с артистом высадился в Луизиане в связи со вторым припадком. После агент вновь проинформировал, что версии СМИ неверны, а сам Картер решил посетить свой дом в Луизиане. В 2012 году, в интервью MTV, Уэйн заявил, что продолжает принимать прописанные ему врачом медикаменты.
Весной 2013 года издание TMZ сообщило, что, во время съёмок видеоклипа, с Картером случился приступ, после которого он был помещён в медицинской центр Седарс-Синай в Лос-Анджелесе. Чуть позже TMZ заявило, что артист был найден без сознания, после чего в критическом состоянии переведён в отделение реанимации и интенсивной терапии, отметив, что в его организме обнаружено высокое содержание кодеина. Другие члены Young Money, включая президента, Мака Мэйна, раскритиковали СМИ, в особенности издание TMZ за то, что они «чересчур преувеличили тяжесть состояния артиста», добавив, что массмедиа представили всё так, будто Картер был при смерти (например, некоторые издания утверждали, что артист находится в искусственной коме). После 6-дневного пребывания, Уэйн вышел из больницы. В интервью Power 106 он сообщил, что страдает от хронического неврологического заболевания, эпилепсии. Он рассказал: «Это был мой не первый, второй, третий, четвёртый, пятый, шестой или седьмой приступ. У меня их было множество. Вы просто не знаете о них. Но на этот раз у меня случилось 3 приступа подряд».

### Барак Обама
В своих публичных выступлениях Картер иногда упоминает 44-го президента Соединённых Штатов Америки Барака Обаму. Выступая перед афроамериканской аудиторией на всеобщей избирательной кампании и на общем собрании в Джорджии, он настоятельно призвал молодое поколение оставаться в школах и осуществлять свои мечты посредством знаний, настойчивости, вместо того чтобы стремиться к славе и богатству, как это делают профессиональные спортсмены и артисты, заявив: «Вероятно вы не станете хорошими рэперами. Возможно вы будете следующим Лил Уэйном, но скорее всего нет. В таком случае вам нужно остаться и продолжить обучение в школе».

После того, как Барак Обама стал президентом, он повторил посыл Картера о том, что следует придерживаться личной и семейной ответственности:
Они могут подумать, что у них хороший бросок или отличный флоу. Однако все наши дети не могут стремится стать новыми Лебронами или Уэйнами. Я хочу, чтобы они возжелали стать учёными и инженерами, врачами и учителями, а не только лишь баскетболистами или рэперами. Я хочу, чтобы они стремились стать судьёй в Верховном Суде. Я хочу, чтобы они стремились стать Президентом США.
Вдобавок Обама отметил, что его музыкальный плей-лист включает музыку Лил Уэйна: «Что касается рэпа, то мой вкус значительно улучшился. Раньше я постоянно слушал Джей-Зи, однако сейчас я иногда слушаю Nas и Лил Уэйна».

## Правонарушения

### Тюремное заключение
22 июля 2007 года, после выступления в историческом нью-йоркском театре Бикэн на верхнем Бродвее на Манхэттене, Картер был задержан стражами порядка после того, как полиция обнаружила его и его друзей курящими марихуану около их автобуса. После того, как полиция задержала компанию, они обнаружили у рэпера пистолет 40 калибра, зарегистрированный на менеджера артиста.. Ему были предъявлены обвинения в незаконном хранении оружия и марихуаны.
22 октября 2009 года Картер признал себя виновным в незаконном хранении оружия. В феврале 2010 он был вызван в зал суда, чтобы, как ожидалось, получить один год тюремного заключения, однако адвокат артиста проинформировал, что Картер не сможет прийти в зал суда, так как у него назначена стоматологическая операция. В марте того же года приговор был вновь отложен из-за того, что в подвале здания суда случился пожар.
8 марта 2010 года Картер был отправлен в тюрьму Райкерс. Его адвокат сообщил, что рэпер будет пребывать отдельно от других заключённых. В апреле друзья Картера открыли веб-сайт, на котором публиковали открытые письма артиста, которые он писал в тюрьме. В первом письме, именуемым как «Gone 'til November» («Пропал до ноября»), Картер описал свой распорядок дня, добавив, что он много работает и ежедневно читает Библию. В мае сотрудники исправительного учреждения обнаружили у артиста контрабанду (MP3-плеер, зарядное устройство и наушники) 4 ноября 2010 он вышел на свободу, отсидев в общей сложности 8 месяцев..
23 января 2008 года Картер вместе со своими друзьями был арестован пограничным патрулём США, которые остановили автобус артиста, в котором нашли 105 граммов марихуаны, 29 граммов кокаина, 41 грамм экстази и 22 тысячи долларов наличными. Артист был обвинён сразу в четырёх преступлениях: хранении наркотиков для продажи, хранении опасных веществ, неправомерных действиях с применением оружия и хранении изделий для принятия наркотиков. Чтобы избежать тюремного заключения, он заплатил залог в 10 тысяч долларов Позже суд признал его виновным и назначил 36 месяцев испытательного срока.
18 декабря 2009 года Картер наряду с другими одиннадцатью людьми был задержан пограничным патрулём на контрольно-пропускном пункте в Техасе, где полиция обнаружила в двух его автобусах марихуану.

### Судебные иски
24 июля 2008 года независимый звукозаписывающий лейбл Abkco Music Inc подал иск против Лил Уэйна за нарушение авторских прав и за недобросовестную конкуренцию, конкретно затрагивая трек «Playing with Fire». В иске указывается, что трек рэпера очевидно вытекает из песни британской рок-группы The Rolling Stones «Playing with Fire», а также отмечено, что в песне Уэйна присутствуют расистские, сексистские и оскорбительные выражения, что может привести общественность к мысли, что рок-группа одобрила версию Картера. Впоследствии трек «Playing with Fire» в альбоме Tha Carter III был заменён треком «Pussy Monster».
В октябре 2009 года Томас Марешиалло подал в суд на Лил Уэйна, Бёрдмана и Cash Money Records, заявив что артисты незаконно использовали его голос в своих треках, включая песни в совместном альбоме Уэйна и Бёрдмана Like Father, Like Son и в четвёртом студийном альбоме Бёрдмана, 5 * Stunna.
Весной 2011 года продюсеры Deezle и Bangladesh подали в суд на Уэйна и на Cash Money Records в связи с задолженностью по выплате лицензионных платежей с Tha Carter III. В начале июня того же года другие продюсеры, Дэвид Кирквуд и Play-N-Skillz, подали иск против Young Money Entertainment и Cash Money Records по поводу невыплаты первому более 1,5 млн долларов за работу над альбомом, включая трек «Love Me or Hate Me», а второму 1 млн долларов за продюсирование трека «Got Money», который разошёлся в 2 млн копий.
В июне 2011 года производственная компания из Джорджии, Done Deal Enterprises, подала в суд на Уэйна, Cash Money Records, Young Money Entertainment и Universal Music Group по поводу нарушения авторских прав. В иске утверждается, что Уэйн украл у них песню «BedRock», потребовав возмещения ущерба в 15 млн долларов.

## Вражда

### Young Buck
Американский хип-хоп-исполнитель из Нашвилла, Young Buck, выпустил совместную песню с Tony Yayo под названием «Off Parole», в которой оскорбил Уэйна. Позже Young Buck заявил, что Уэйн не должен на него обижаться, так как он сказал про него правду, добавив: «Ты думаешь, что у тебя проблемы с Juve и B.G., но со мной ты будешь иметь реальные проблемы». Одной из причин, по которой 50 Cent выгнал Young Buck из хип-хоп-коллектива G-Unit, стало «противоречивое поведение» последнего, который, несмотря на оскорбления Уэйна, позже появился с луизианским рэпером на одной сцене. После того, как Young Buck ушёл из G-Unit, он появился в музыкальном видеоклипе комптонского рэпера The Game, «My Life», который также включал вокал от Лил Уэйна. В 2009 году Young Buck и Лил Уэйн покончили с враждой, записав совместный трек «Up’s and Down’s», который вошёл в микстейп Young Buck.

### Pusha T
Напряжённость между Лил Уэйном и Pusha T длится уже много лет, начало которой положил совместный сингл Бёрдмана и хип-хоп-дуэта Clipse «What Happened to That Boy». Весной 2006 Clipse обнародовал песню «Mr. Me Too», которая, как посчитал Уэйн, была направлена в его сторону, что ещё больше накалило отношения исполнителей. В 2012 году канадский хип-хоп-исполнитель Young Money и друг Уэйна, Drake, опубликовал ряд треков, в которых, как многие уверяли, был задет Pusha T. Позже ньюйоркец выпустил песню «Exodus 23:1», на которую Уэйн ответил дисс-треком «Goulish». Первый куплет Уэйна содержит строчки: «Fuck Pusha T and anybody that love him, His head up his ass, I’mma have to head-butt him» («К чёрту Пушу Ти и всех тех, кто любит его, его голова в его же заднице, я собираюсь ударить по его башке»). Затем Pusha T назвал дисс-трек Уэйна «ужасным» и добавил, что Картер не заслуживает того, чтобы Пуша писал на него ответ. Впоследствии оба исполнителя смягчили вражду, а Уэйн сообщил, что забыл про этот конфликт. Однако позже Pusha задел Картера в совместной с Ludacris песне «Tell Me What They Mad For», но по прошествии времени, когда Уэйн повздорил с Бёрдманом, Pusha в твиттере поддержал Уэйна и понадеялся, что тот подпишет контракт с G.O.O.D. Music.

### Jay Z
Появившись в 2007 году на обложке декабрьского/январского номера журнала Complex, Лил Уэйн сообщил, что он затмил Джей-Зи: «It’s not your house anymore and I’m better than you» («Это больше не твой дом, я лучше тебя»). Вскоре, на треке T.I. «Watch What You Say», Джей-Зи посоветовал Уэйну «поменьше курить марихуану». Немного погодя Картер выпустил трек «Beat Without Bass», в котором порекомендовал Джей-Зи «держать его старую задницу в гастрольных турах», добавив: «You’re like forty-four, I got a .44, I’m twenty-four» («Тебе будто 44 года, а у меня .44 Magnum и мне 24 года»).
В 2009 году, в интервью Tropical TV, Бёрдман не согласился с MTV, которые признали Джей-Зи «Самым горячим MC» (англ. The Hottest MC in the Game), заявив, что Уэйн является лучшим хип-хоп-исполнителем, который заработал больше денег, чем Джей-Зи. В начале 2011 года Канье Уэст и Джей-Зи выпустили сингл «H•A•M», в котором рэпер из Бруклина ответил на слова Бёрдмана: «Really, you got Baby money… ain’t got my lady’s money!» («Серьёзно, у вас детские деньги… [у вас] нет даже денег моей леди» (Бейонсе)). 24 августа того же года Уэйн выложил в интернет совместную с Drake и Jadakiss песню «It’s Good», где Уэйн зачитал: «Talkin' 'bout baby money? I gotcha baby money. Kidnap your bitch, get that, How much you love your lady? money» («Говоришь о детских деньгах? У меня есть твои детские деньги. Похитим твою с*ку, усёк, сколько стоит твоя любовь к своей леди? в деньгах»). Также в треке есть строчки 2 Glock Forties — N**ga you got eighty problems. Дословно: 2 глока сорокового калибра — у тебя 80 проблем, что является отсылкой к треку Jay Z «99 problems»..

## Наследие и признание

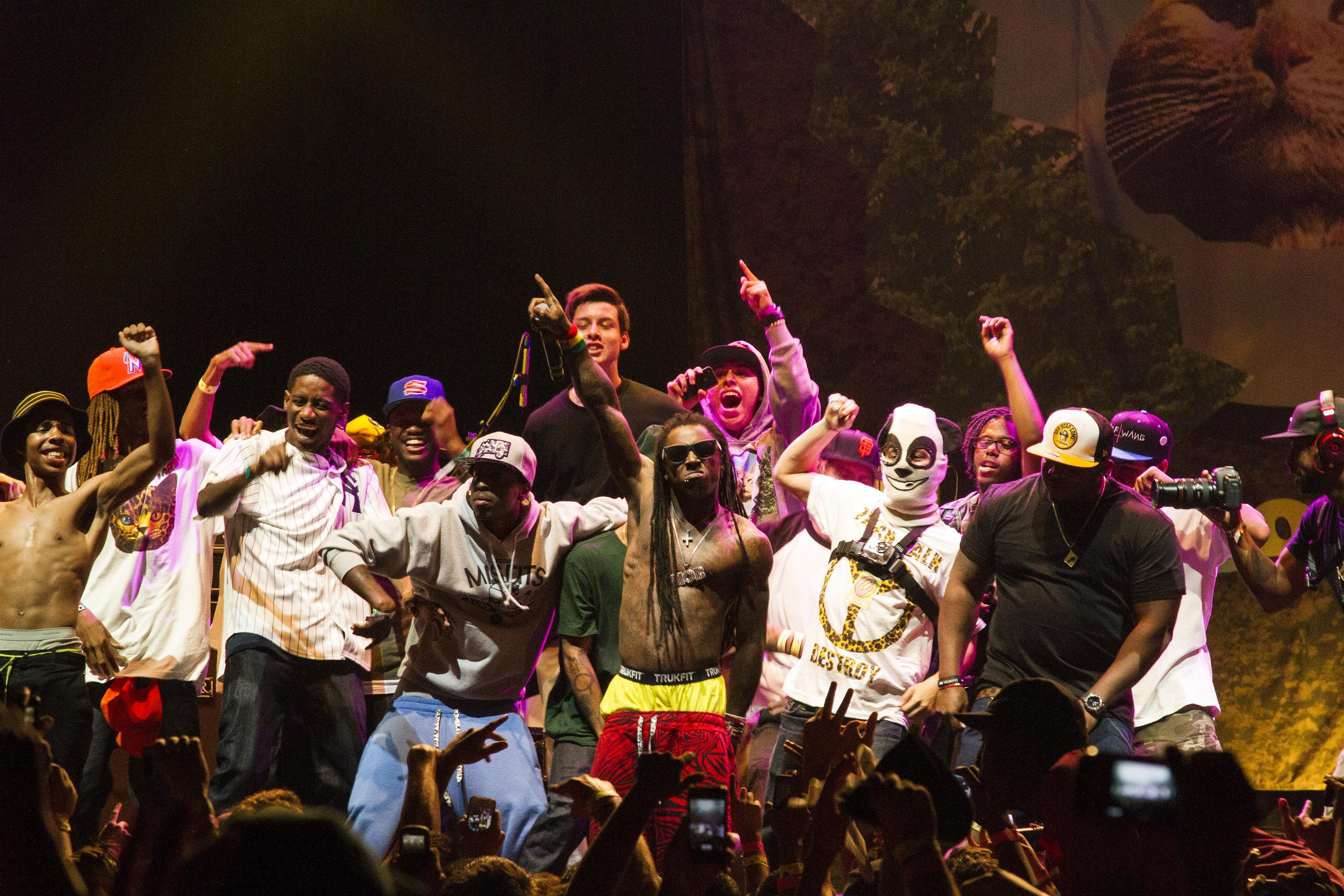
Лил Уэйн и Odd Future

Лил Уэйн является одной из центральных личностей южного хип-хопа, которому в середине 2000-х годов удалось занять главенствующее в ней место. Некоторые издания приписывают ему роль «рэпера, сумевшего существенно отделить хип-хоп-культуру юга от востока». Большинство изданий приписывают Уэйну статус одного из самых влиятельных хип-хоп-исполнителей этой эпохи. Осенью 2015 музыкальный журнал Complex опубликовал список «20 самых влиятельных рэперов сегодняшнего времени», в котором Лил Уэйн занял 3 место: «Вряд ли вы могли себе предположить, что после того как Weezy придёт за троном Джей-Зи, спустя несколько лет будут появляться такие песни как „Trap Queen“ от Fetty Wap, „Lifestyle“ от Rich Gang или „Try Me“ от DeJ Loaf. Уэйн сумел изменить структуру микстейпов и основополагающие принципы хип-хоп-техники».
Лил Уэйн оказал значительное влияние на множество хип-хоп-исполнителей, таких как Кендрик Ламар, Chance the Rapper, Drake, Nicki Minaj, A$AP Rocky, Young Thug, Travis Scott, Fetty Wap и Lil Yachty. Вдобавок он получил бесчисленное количество похвалы от своих коллег. В конце декабря 2016 года, в интервью Revolt TV, Nas назвал Уэйна одним из своих любимых MC. Cam’ron: «Уэйн — свой парень. Я горжусь им, он очень тяжело работает на протяжении всей своей карьеры. Приятно видеть, как он выделялся на фоне всех остальных, а позже стал самым горячим MC в нашей игре. Я реально горжусь им». В 2013 году Chance the Rapper принял участие в микстейпе Уэйна Dedication 5, после чего заявил: «Его микстейп Dedication 5 просто невероятен. Лил Уэйн, наверное, одна из главных причин, почему я сегодня сижу и занимаюсь рэпом. Я навсегда останусь огромным поклонником его музыки». В своём твиттере, Chief Keef признался, что в детстве хотел быть похожим на Лил Уэйна: «Когда я был маленький, я всегда говорил, что я буду жить как Лил Уэйн, стану богатым, известным и у меня будет 6 детей». После того, как Уэйн опубликовал The Carter III, P. Diddy сообщил: «Я был абсолютно удивлён его подбором битов, его разнообразным флоу. Этот парень реально выстрелил. Он гений. Его альбом гениальный. Это классика. Лил Уэйн определённо один из величайших молодых рэперов».

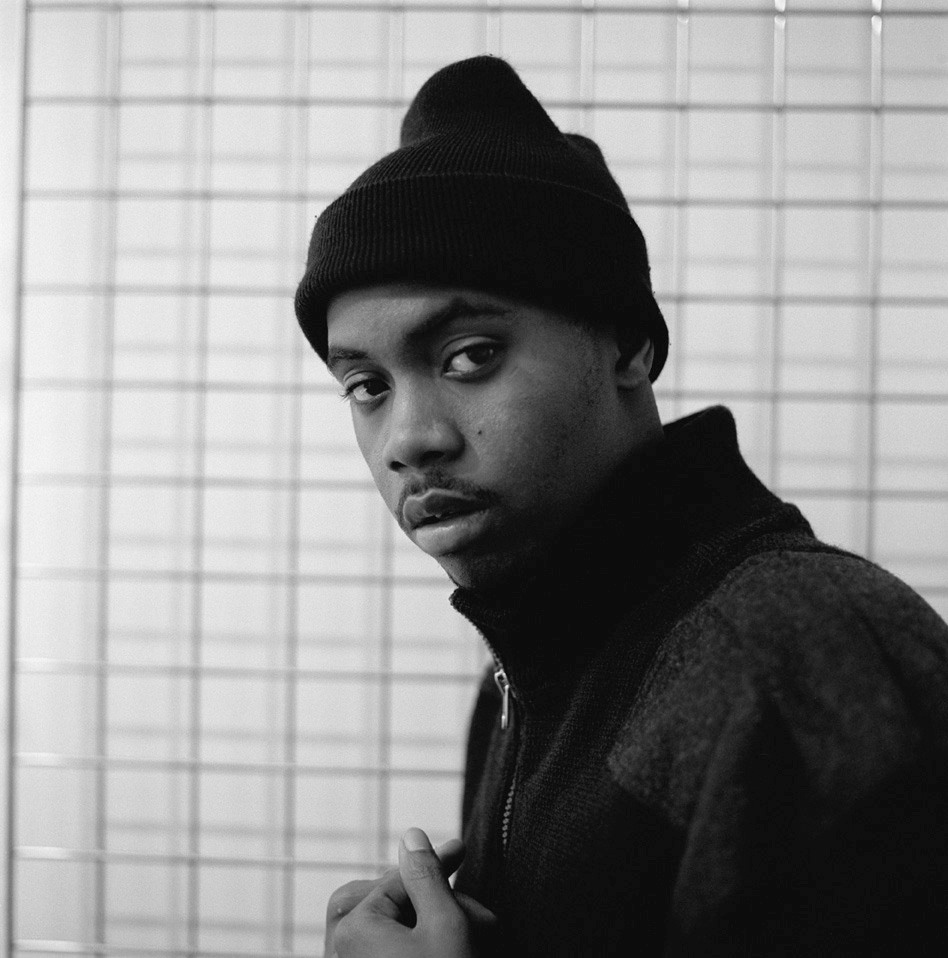
В интервью Revolt TV Nas сообщил, что Уэйн является одним из его любимых MC

Один из лучших и авторитетных музыкальных хип-хоп-продюсеров, DJ Premier, сказал следующее: «Лил Уэйн самый прогрессирующий рэпер. Я видел его ещё ребёнком, и вижу то, что он делает сейчас. В нашей рэп игре, он впереди. Никто другой даже близко не делает то, что делает этот парень, поэтому я аплодирую ему». В свою очередь Drake считает Картера одним из своих менторов: «Уэйн непременно является тем, кто виновен в моей карьере музыканта. Я всегда находился под его влиянием и считаю его одним из своих героев. Он сделал гораздо больше для того, чтобы я стал хип-хоп-исполнителем, больше чем Джей-Зи или кто-любой другой. Уэйн — причина, по которой я здесь». Эминем, в одно время выпустивший с Картером два музыкальных видеоклипа, изрёк: «Ты ценишь Уэйна за его умение использовать непохожие друг на друга слова и вставлять их в рифму. Я всегда уважал его и то, что он делает. Для меня он однозначно один из величайших рэперов. Я купил его альбом, который провалялся у меня около полугода, прежде чем я его послушал. Когда я его прослушал до конца, я подумал: „Вау! Это парень реально крут, Лил Уэйн чертовски крут!“. Чтобы понять, о чём он говорит, придётся послушать трек 4, 5, 6 раз!».
Также ряд MC с Западного побережья лестно отозвались о творчестве Картера. The Game: «Лил Уэйн свой парень. Он мой кровный брат. У меня слишком много любви к нему. Поверьте мне, любой кто будет против Картера, будет иметь проблемы со мной». Ice Cube: «Уэйн крут. Всегда приятно видеть, как великие MC прибывают на вершине нашей игры». Кендрик Ламар: «Я готов вернуться в прошлое, чтобы вновь услышать этого 13-летнего чувака времён Hot Boys. Он повлиял на множество стилей и звучаний. Я хотел бы сказать, что я нахожусь под влиянием его звучания и флоу». В 2009 году, вдохновлённый альбомом The Carter III, Кендрик Ламар выпустил свой третий микстейп C4, который содержит фристайл Кендрика на инструментал песен из The Carter III. Американский актёр и певец из Техаса, Джейми Фокс, в твиттере, высказался кратко: «Лил Уэйн — Бог музыки». Перед тем, как зародилась вражда между Уэйном и Джей-Зи, последний, в интервью XXL, сподобился произнести похвальные слова в адрес Картера: «Я думаю, что Лил Уэйн очень талантлив. Он один из самых талантливых MC». Канье Уэст в интервью MTV: «Преклоняюсь перед настоящей легендой хип-хопа, Лил Уэйн — Бог. Я считаю, что Уэйн является первым номером в нашем деле». Kid Cudi: «Я действительно счастлив слушать Уэйна. С уважением, легенда». Ники Минаж: «Я очень горжусь им. Я чувствую, что нет ничего для него невозможного. За всё, за что он берётся, в итоге достигает успех. Я смотрю на людей вроде Уэйна. Я хотела бы отправиться на студию и понаблюдать за ним. Я буквально молюсь Богу, чтобы он дал мне его трудолюбие». Future: «Мой любимый MC — Лил Уэйн. Мне нравится Лил Уэйн». LL Cool J: «Уэйн талантлив. Наверное, он доминирующая фигура в конкретно этой эпохе хип-хопа». Осенью 2016 года Travis Scott опубликовал в инстаграме фотографию Лил Уэйна, прокомментировав: «Лучший рэпер из ныне живущих». 7 мая 2017 года Big Sean опубликовал совместное фото с Уэйном, подписав: «Уэйн, ты тот, кто изменил рэп навсегда. Храни тебя Господь».

## Дискография

### Соло

#### Студийные альбомы
- Tha Block Is Hot (1999)
- Lights Out (2000)
- 500 Degreez (2002)
- Tha Carter (2004)
- Tha Carter II (2005)
- Tha Carter III (2008)
- Rebirth (2010)
- I Am Not a Human Being (2010)
- Tha Carter IV (2011)
- I Am Not a Human Being II (2013)
- Free Weezy Album (2015)
- Tha Carter V (2018)
- Funeral (2020)
- Tha Carter VI (2025)

### Hot Boys

#### Студийные альбомы
| Название           | Подробности                                                                         | Пиковая позиция в хит-парадах | Пиковая позиция в хит-парадах | Сертификаты   |
| Название           | Подробности                                                                         | US                            | US R&B                        | Сертификаты   |
| ------------------ | ----------------------------------------------------------------------------------- | ----------------------------- | ----------------------------- | ------------- |
| Get It How U Live! | - Дата выхода: 28 октября 1997 - Лейбл: Cash Money - Формат: Компакт-диск           | -                             | 22                            | - US: 300,000 |
| Guerrilla Warfare  | - Дата выхода: 27 июля 1999 - Лейблы: Cash Money, Universal - Формат: Компакт-диск  | 5                             | 1                             | - US: Платина |
| Let 'Em Burn       | - Дата выхода: 25 марта 2003 - Лейблы: Cash Money, Universal - Формат: Компакт-диск | 14                            | 3                             | - US: 200,000 |

## Фильмография
| Год  | Фильм               | Роль              |
| ---- | ------------------- | ----------------- |
| 2000 | Baller Blockin'     | Коротышка Айсберг |
| 2007 | Who’s Your Caddy?   | Лил Уэйн          |
| 2009 | Hurricane Season    | Ламон             |
| 2010 | Freaknik: The Movie | Трэп Иисус        |

| Год            | Название                              | Пометка |
| -------------- | ------------------------------------- | --- |
| 2004           | MTV Cribs                             | 22 сентября 2004 |
| 2004           | The L-Bow Room                        | 21 октября 2004 |
| 2004           | The Late Late Show with Craig Kilborn | 29 октября 2004 |
| 2004 2008 2010 | Saturday Night Live                   | 'Сезон' 30, Эпизод 8: «Robert De Niro/Destiny's Child» 'Сезон' 24, Эпизод 1: «Michael Phelps/Lil Wayne» Сезон 36, Эпизод 10: «Jeff Bridges/Eminem & Lil Wayne» |
| 2005           | The Tonight Show with Jay Leno        | 'Сезон' 13, Эпизод 84 |
| 2005           | Wild 'n Out                           | 'Сезон' 1, Эпизод 7 |
| 2007           | The Boondocks                         | 'Сезон' 2, Эпизод 9 |
| 2009           | Late Show with David Letterman        | 'Сезон' 16, Эпизод 85 |
| 2011           | America’s Best Dance Crew             | 'Сезон' 6, Эпизод 1 |
| 2011           | The World According to Paris          | 'Сезон' 1, Эпизод 8 |
| 2012           | Loiter Squad                          | 'Сезон' 1, Эпизод 7 |
| 2016           | Skip and Shannon: Undisputed          | Эпизод 1 |
| 2017           | Growing Up Hip Hop: Atlanta           | 'Сезон' 1, Эпизод 1 |
| 2020           | The Masked Singer                     | 'Сезон' 3, Эпизод 1 |